# روغن بچه

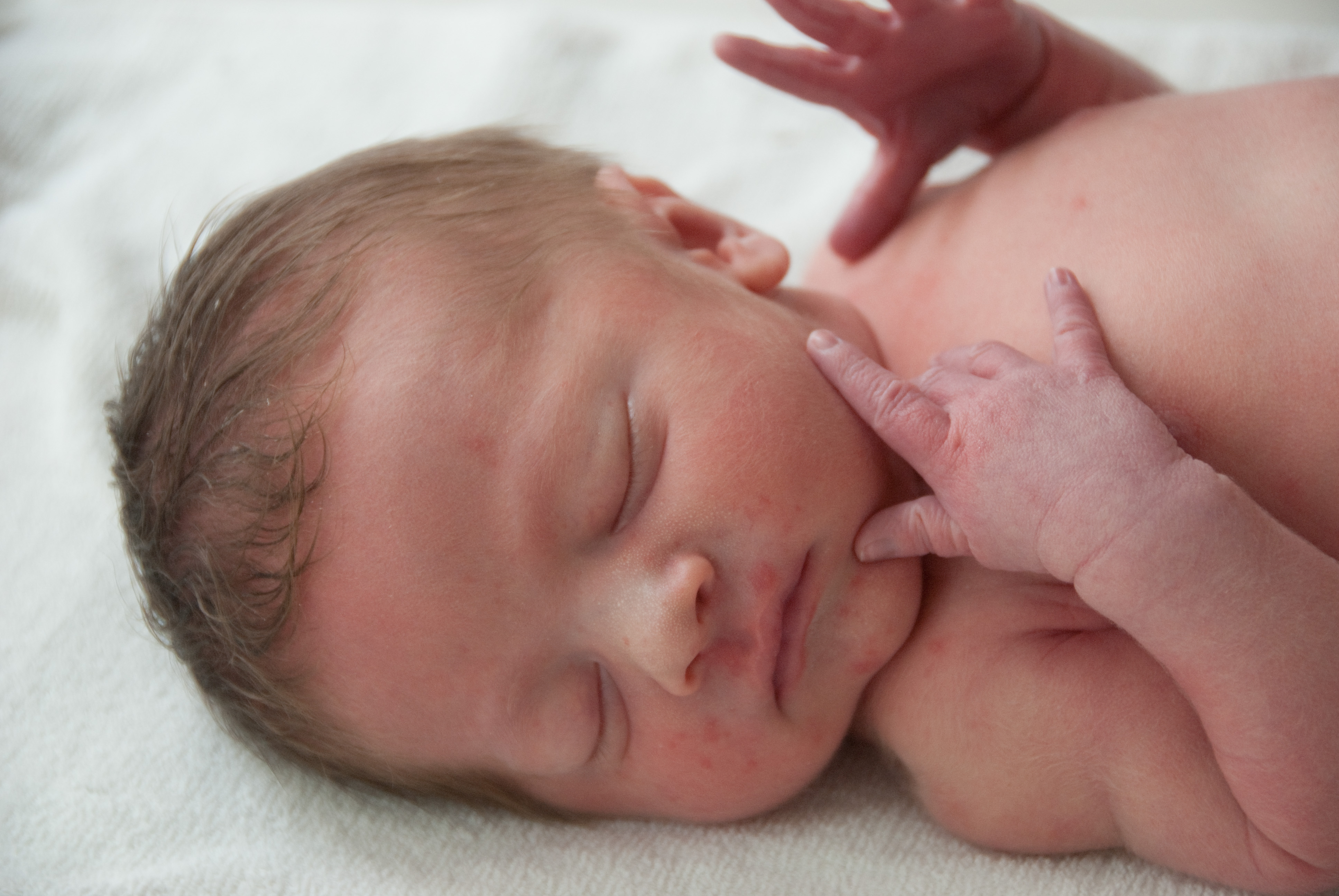
روغن بچه اغلب در مراقبت از پوست نوزادان استفاده می‌شود.

روغن بچه یک نوع روغن معدنی است که به طور خاص برای مرطوب کردن و محافظت از پوست کودکان و نوزادان توسط برندهای مختلفی ساخته شده است. این روغن معمولاً برای جلوگیری از خشکی پوست و تحریک پوست حساس کودک استفاده می‌شود، اما در عمل بسیاری از افراد از آن برای مراقبت از پوست بزرگسالان نیز بهره می‌برند.

## تاریخچه
روغن بچه نخستین بار در اوایل قرن بیستم توسط شرکت‌های تولید محصولات آرایشی و بهداشتی به بازار عرضه شد و به دلیل ویژگی‌های ملایم و غیرتحریک‌کننده آن، به سرعت در مراقبت از پوست نوزادان محبوب گردید.

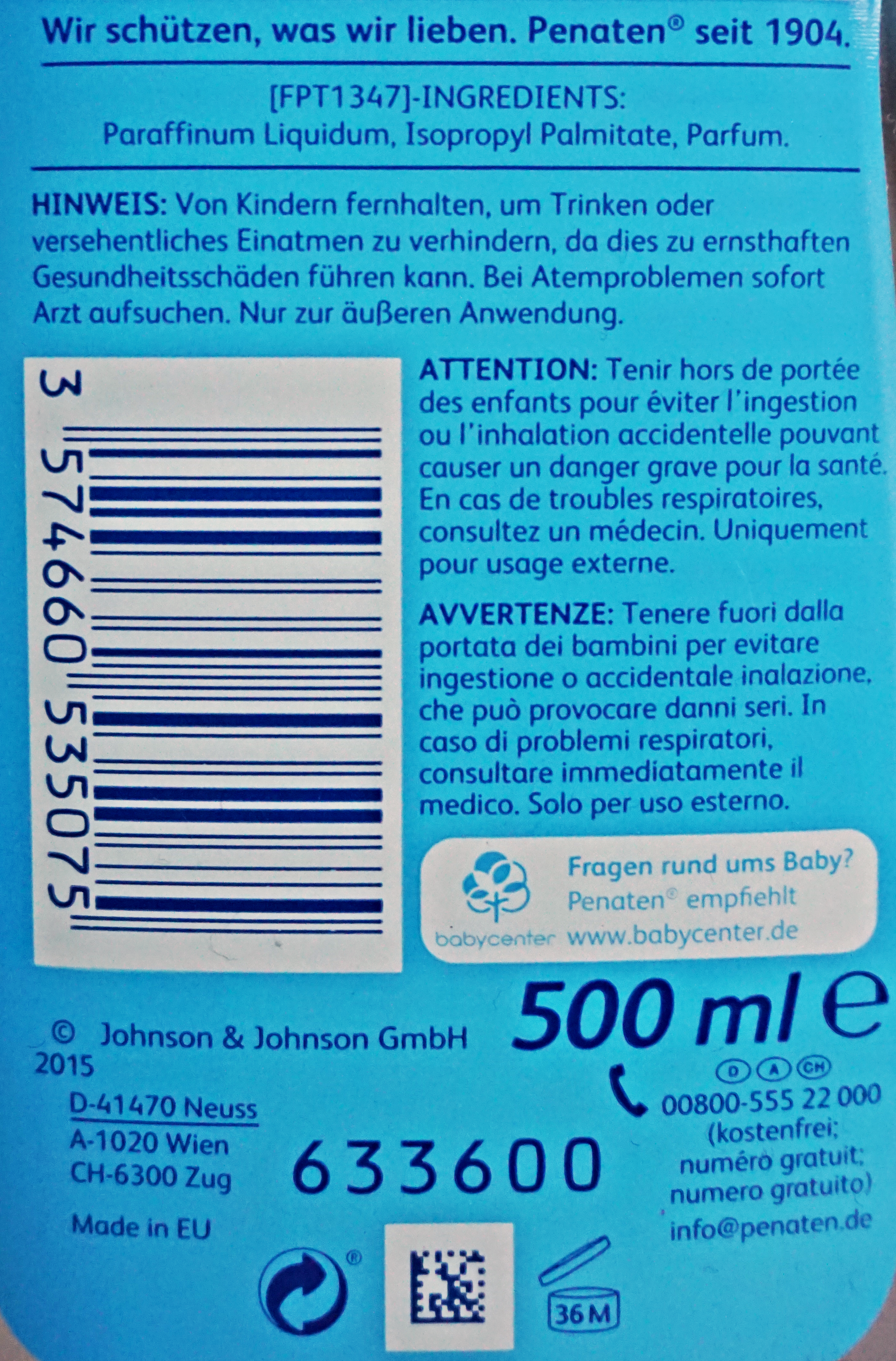
مواد تشکیل دهنده یک محصول روغن کودک بر پایه روغن معدنی: پارافین مایع، ایزوپروپیل پالمیتات و عطر ("پارفیوم").

## ترکیبات
روغن بچه عمدتاً از روغن معدنی که نوعی روغن حاصل از پالایش نفت است، ساخته می‌شود. این روغن دارای خواص مرطوب‌کنندگی بوده و به پوست کمک می‌کند تا رطوبت خود را حفظ کند. در برخی از محصولات، ترکیبات دیگری مانند ویتامین ای (E) یا عصاره‌های گیاهی نیز به منظور افزایش خاصیت ضدالتهابی و تغذیه‌کننده به فرمولاسیون اضافه می‌شود.

## کاربردها
- مرطوب کردن پوست خشک و حساس
- محافظت از پوست در برابر تحریکات محیطی
- استفاده در ماساژ نوزادان به دلیل لغزندگی و نرم‌کنندگی پوست
- حذف چسب و آلودگی‌های چسبناک از پوست و مو

## نکات ایمنی
استفاده از روغن بچه بر روی پوست سالم معمولاً ایمن است، اما:
- از استفاده روی پوست‌های آسیب‌دیده یا دارای التهاب خودداری کنید.
- از ورود روغن به چشم جلوگیری کنید.
- در موارد حساسیت یا واکنش‌های آلرژیک مصرف را متوقف کرده و به پزشک مراجعه نمایید.